# NGC 7559
NGC 7559 ist eine elliptische Galaxie vom Hubble-Typ E-S0 im Sternbild Pegasus nördlich der Ekliptik. Sie ist schätzungsweise 210 Millionen Lichtjahre von der Milchstraße entfernt.
Das Objekt wurde am 19. Oktober 1784 von Wilhelm Herschel entdeckt.